# Kara ograniczenia wolności
Ten artykuł należy dopracować:

przedstawiono sytuację tylko z polskiej perspektywy – artykuł powinien być przekrojowy.
Pomóż go poprawić. 
Kara ograniczenia wolności – odmiana kary pracy na cele społecznie użyteczne.
Wykonanie kary ograniczenia wolności ma na celu wzbudzenie w skazanym woli kształtowania jego społecznie pożądanych postaw, w szczególności poczucia odpowiedzialności oraz potrzeby przestrzegania porządku prawnego (art. 53 § 1 k.k.w.). Stanowi nieizolacyjną alternatywę dla krótkoterminowego pozbawienia wolności. Stosowana jest wyłącznie za stosunkowo drobne występki. Jej zaletą jest to, że sprawca drobnego przestępstwa nie trafia do zakładu karnego, gdzie mógłby ulec dalszej demoralizacji, natomiast wynikający z niej obowiązek pracy lub potrącanie części wynagrodzenia za pracę stanowi dla niego realną dolegliwość.
Te właśnie zalety przesądziły o tym, że polski ustawodawca zdecydował się nie tylko na szerokie wprowadzenie jej do Kodeksu karnego z 1997 r., lecz także dopuścił orzekanie jej wtedy, kiedy czyn zabroniony zagrożony jest tylko karą pozbawienia wolności (do lat 8 – art. 37a k.k.).
W polskim prawie karnym od 1 lipca 2015 r. kara ograniczenia wolności trwa najkrócej miesiąc, najdłużej 2 lata, wymierza się ją w miesiącach i latach. W wypadku nadzwyczajnego obostrzenia kary lub wymierzenia kary łącznej wymiar jej nie może przekroczyć 2 lat (art. 86 § 1 k.k.). W czasie odbywania kary ograniczenia wolności skazany nie może bez zgody sądu zmieniać miejsca stałego pobytu. Skazany w tym czasie jest zobowiązany do wykonywania pracy wskazanej przez sąd. Jest ona nieodpłatna, kontrolowana i wykonywana na cele społeczne. Wykonuje się ją w odpowiednim zakładzie pracy, placówce służby zdrowia, opieki społecznej, w instytucji lub organizacji charytatywnej lub na rzecz społeczności lokalnej, co ustala zawodowy kurator sądowy po uprzednim wysłuchaniu skazanego (art. 57 § 1 k.k.w.). Wymiar tej pracy to od 20 do 40 godzin miesięcznie (dokładnie ustala go sąd, po wysłuchaniu skazanego – art. 35 § 1 k.k.).
W przypadku skazanego zatrudnionego można w miejsce obowiązku pracy orzec potrącanie od 10 do 25% wynagrodzenia miesięcznego na rzecz Skarbu Państwa lub na inny wskazany przez sąd cel społeczny. Taki skazany nie może w okresie trwania kary bez zgody sądu rozwiązać stosunku pracy (art. 35 § 2 k.k.). 
Skazany na karę ograniczenia wolności ma obowiązek udzielania wyjaśnień dotyczących przebiegu odbywania kary (art. 34 k.k.) i w tym celu, zarówno sąd, jak i zawodowy kurator sądowy, który organizuje i kontroluje wykonanie kary ograniczenia wolności, mogą wzywać skazanego do osobistego stawiennictwa (art. 60 k.k.w.).
Wymierzając karę ograniczenia wolności, sąd może orzec świadczenie pieniężne wymienione w art. 39 pkt 7 lub obowiązki, o których mowa w art. 72 § 1 pkt 2-7a k.k. (art. 34 § 3 k.k).
Do 7 czerwca 2010 r. w celu zapewnienia prawidłowego przebiegu wykonywania kary sąd mógł oddać skazanego na czas jej trwania pod dozór kuratorski lub osoby godnej zaufania, stowarzyszenia, instytucji albo organizacji społecznej, która zajmuje się wychowaniem, zapobieganiem demoralizacji lub pomocą skazanym (art. 36 § 1 k.k.). 8 czerwca 2010 r. weszły w życie znowelizowane przepisy dot. kary ograniczenia wolności, gdzie m.in. art. 36 § 1 k.k. został uchylony.
Przed 1 lipca 2015 r. wykonanie kary ograniczenia wolności można było warunkowo zawiesić na okres od 1 do 3 lat.
Wykonywanie kary ograniczenia wolności normuje Kodeks karny wykonawczy (Rozdział IX, art. 53 - 66). Wykonanie kary ma na celu wzbudzenie w skazanym woli kształtowania jego społecznie pożądanych postaw, w szczególności poczucia odpowiedzialności oraz potrzeby przestrzegania porządku prawnego. Skazany ma obowiązek sumiennie wykonywać ciążące na nim obowiązki, a w miejscu pracy lub pobytu przestrzegać ustalonych zasad zachowania, porządku i dyscypliny (art. 53). Kara wykonywana jest w miejscu stałego pobytu lub zatrudnienia skazanego albo w niewielkiej odległości od tego miejsca, chyba że ważne względy przemawiają za wykonaniem kary w innym miejscu (art. 54). Nadzór nad wykonywaniem kary oraz orzekanie w sprawach dotyczących jej wykonania należą do sądu rejonowego, w którego okręgu kara jest lub ma być wykonywana. Czynności związane z organizowaniem i kontrolowaniem wykonywania kary oraz obowiązków nałożonych na skazanego odbywającego ją wykonuje kurator sądowy (art. 55). Sąd i kurator mogą w każdym czasie żądać od skazanego wyjaśnień dotyczących przebiegu odbywania kary i w tym celu wzywać go do osobistego stawiennictwa (art. 60).
Kara ograniczenia wolności wprowadzona została przez Kodeks karny (1969), jej wymiar sięgał od 3 miesięcy do 2 lat (art. 33), wymiar pracy od 20 do 50 godzin miesięcznie (art. 34).